# Кордун у Народноослободилачкој борби
Кордун је априла 1941. године постао део „Независне Државе Хрватске“. Терор који су усташе вршиле над српским становништвом узроковао је масован одазив становника у редове Народноослободилачког покрета. Становништво и борци Кордуна претрпели су неколико окупаторско-квислиншких офанзива, али НОП никад није био сломљен. Кордун је ослобођен почетком маја 1945. године, у тзв. Карловачкој операцији.
Кордун је за време рата био важно жариште оружане борбе у Хрватској. У њему је дуже времена боравио Централни комитет КП Хрватске и Главни штаб НОВ и ПО Хрватске, који је ту и формиран. На Кордуну је за време рата стално постојала слободна територија.

## Припреме и почетак оружаног устанка
Фашистичком окупацијом Југославије, Окружни комитет КПХ за Карловац био је у стању спремности за почетак оружаног устанка. Пошто су усташе почеле да проводе терор над српским становништвом почетком маја 1941. године, већ средином јуна почеле су да се формирају прве ударне групе од чланова КПЈ и СКОЈ-а.
На партијском саветовању у шуми Абез код Вргинмоста 19. јула 1941, у присуству секретара Централног комитета КПХ Раде Кончарa, чланова ОК КПХ за Карловац и делегата Котарских комитета Војнић, Вргинмост и Глина, у духу одлука Централног комитета КПЈ донесена је одлука за почетак устанка.
После неколико мањих акција, крајем јула избио је масован устанак на Петровој гори, Кирину, Примишљу и другим местима. Устаници су крајем јула и почетком августа одбијали нападе усташа на ослобођену територију. Ангажујући јаче снаге, 3. августа после вишедневних борби усташе и домобрани овладали су делом слободне територије Кордуна. Ускоро затим уз помоћ Окружног комитета КПХ за Карловац и пристигле групе Шпанских бораца на Кордун, пружена је помоћ у организовању и даљем развоју устанка. Тако је већ средином септембра било 28 партизанских одреда Кордуна са око 690 бораца.

## Организовање НОП-а и акције против окупатора
Одлуком ОК КПХ за Карловац од 18. августа, формирано је јединствено војно руководство за Кордун и Банију, чије су јединице биле подељене у шест рејона. Да би се и даље успешно развијала и јачала оружана борба, на Петровој гори одржана је 19. и 20. септембра Девета конференција руководилаца НОП Кордуна и Баније, на којој је међу осталим донесена одлука о јединственој команди над партизанским одредима и о обедињавању њихових дејстава. Ова конференција допринела је учвршћивању партизанских јединица и јачању НОП-а у овим крајевима.
На основу одлука Саветовања у Столицама, реорганизоване су партизанске јединице на Кордуну, а 6. октобра формиран је Кордунашки партизански одред од четири батаљона, који су дејствовали на појединим деловима Кордуна. До децембра, његове јединице извеле су низ успешних акција. Извршиле су напад на Бовић, Перјасицу, Скакавац, Јохово, организоване су заседе код Петковца, Присјеке и Биљега. Група партизана извршила је упад у Карловац. Такође је одбијен низ испада усташа из Војнића, Вргинмоста и Слуња, а извршене су и бројне диверзије.
Од октобра до децембра 1941. године, јединице Кордунашког партизанског одреда су имале низ успешних борби против Италијана. Тако су у октобру одбиле три напада Италијана на Петрову гору, а почетком децембра и њихов највећи напад од Карловца и Војнића на ослобођену територију Кордуна. Од децембра на северном делу Кордуна уследио је напад јаких усташких и домобранских снага пред којима се део одреда са 15.000 избеглица повукао на Петрову гору. За време ових борби које су трајале до друге половине јануара 1942. године, усташе су попалиле око 2.000 кућа и побиле неколико стотина становника.
И поред ових непријатељских напада, јединице Кордунашког партизанског одреда од средине октобра до друге половине јануара уништиле су непријатељске посаде у Утињи, Војишници, Примишљу, Крњаку и осталим местима. Међу најзначајније успехе спадало је ослобођење Војнића 12. јануара, када је заробљено 450 домобрана.

## Слободна територија
Крајем јануара 1942. године, на Кордуну је било 2,450 партизана и још 5,100 наоружаних. На слободној територији се до тада развијао интензиван политички живот. Од краја септембра створени су први сеоски, од децембра општински и котарски Народноослободилачки одбори, а у јануару 1942. формиран је одбор Народноослободилачког фронта за Кордун, који је одухватао четири котара. Тада су одржани и први омладински и други масовни зборови, у Војнићу, Широкој Ријеци, Крњаку и осталим местима, а с радом је био отпочео и први партијски курс у Грабовцу. На Петровој гори организована је партизанска болница.
До краја фебруара 1942. године, кордунашке партизанске јединице ослободиле су низ места, па је поткрај фебруара већи део Кордуна био ослобођен. Почетком фебруара формирани су Први и Други кордунашки партизански одред и штаб групе одреда. Кордунашки партизани нанели су тешке ударце Италијанима на југоисточном делу Кордуна присиливши их да напусте Велику Кладушу, чиме се слободна територија Кордуна проширила на овај део Цазинске крајине. У овом месту одржана је, 12. марта 1942, окружна партијска конференција у присуству 53 делегата.

### Непријатељска офанзива
Због јачања устанка на Кордуну, Утињски здруг од седам батаљона усташа, домобрана и жандара са севера и истока напао је 19. марта слободну територију и после петнаестодневних борби заузео Војнић и Велику Кладушу. Средином маја, усташе су продужиле напад на Петрову гору и окружиле око 700 бораца из Првог и Другог кордунашког НОП одреда, са којима је било 8-10,000 избеглица из околних села. После првога неуспелог покушаја да се пробију 12. на 13. мај, непријатељски обруч био је још више стегнут. Међутим, 14. маја извршен је пробој из троструког обруча када се са јединицама пробио и део избеглица. Око 1,800 људи усташе су похватале и одвеле у концентрационе логоре, спаливши и опљачкавши већину села на подручју Петрове горе.

### Нове акције против окупатора
У другој половини 1942. године, од кордунашклих јединица и нових бораца формиране су прве бригаде на Кордуну. Тако је 20. августа формирана Четврта бригада Хрватске, 15. септембра Пета бригада Хрватске и команда подручја са три батаљона, касније преименована у Кордунашки партизански одред. Од ове две бригаде формирана је 22. новембра Осма кордунашка дивизија НОВЈ.
Код Полоја су Друга личка бригада и део Четврте кордунашке бригаде 17. октобра разбили италијански коњички пук „Алесандрија“ и 81. батаљон црнокошуљаша. Истог месеца ове две бригаде су водиле борбу за Тушиловић где је заробљено 427 домобрана, усташа и жандара. Новембра 1942, Четврта бригада учествовала је у Бихаћкој операцији, док је Пета бригада дејствовала на Банији. У ово време на Кордуну је постојао велики број НОО-а и сеоских одбора АФЖ, а излазили су листови „Наша борба“, „Глас Кордуна“, „Ријеч жене“ и „Наш борац“.

## Четврта непријатељска офанзива
Јануара 1943. године Кордун је био захваћен Четвртом непријатељском офанзивом. Том приликом народ је напустио села и повлачио се с војском. После упорних борби Пете и Петнаесте бригаде са деловима Седме СС „Принц Еуген“ дивизије на правцу Слуњ-Бихаћ-Доњи Лапац, Осма дивизија НОВЈ је до краја маја дејствовала у Лици где је учествовала у ослобођању долине Гацке и у нападу на Госпић. За то време на Кордуну је остао Кордунашки партизански одред, водећи борбе против усташа. Нешто касније, Главни штаб Хрватске формирао је Унску оперативну групу, у коју су ушла три батаљона Кордунашког одреда. Ова група је у мају и јуну ослободила северозападни део Цазинске крајине и знатне делове Кордуна.
По доласку из Лике, Осма дивизија ослободила је Цетинград и Слуњ у напала Велику Кладушу. Али јаке немачке и домобранске снаге поново су запоселе тек ослобођена места на југоисточном делу Кордуна. Када је почетком августа непријатељ био принуђен да напусти ова места, јединице Осме дивизије нападале су га и у повлачењу. Тако је њена Трећа бригада 10. и 11. августа код Кладуше нанела домобранима тешке губитке, а средином августа ослободила Топуско.

## Операција Пантер и ослобођење
У првој половини децембра 1943. године, Немци су на Кордуну и Банији извели Операцију Пантер, у којој су ангажовали јаке снаге. И поред продора непријатељских снага и у борби с њима, Осма дивизија је и даље јачала и у фебруару 1944. године имала је 5,200 бораца. Борбе са Немцима и усташама повремено су се обнављале у првој половини 1944, нарочито у мају када су немачке и усташке снаге поновно продрле на слободну територију. После вишедневних борби, крајем маја непријатељ је био принуђен да се повуче у своје гарнизоне.
У другој половини године, Осма дивизија је пренела своја дејства у Покупље, Жумберак, дуж пруге Карловац-Огулин, Банију, у Цазинску крајину и североисточне делове Лике. Она је успешно бранила слободну територију одбијајући нападе непријатељских снага са линије Карловац-Огулин-Плашки и Бихаћ-Двор.
Упоредо са војничким успесима постигнути су и значајни резултати у организовању позадине. На Кордуну је деловао Окружни НОО, шест котарских, 30 општинских и 250 сеоских НОО-а, радила 61 школа, 80 радионица, подигнуто 6.000 привремених станова у попаљеним и разореним подручјима. 8. и 9. маја 1944. године, у Топуском је одржано Треће заседање ЗАВНОХ-а.
Ослобођењем Карловца почетком маја 1945. године, био је дефинитивно ослобођен сав Кордун. У завршним операцијама за коначно ослобођење Југославије, Осма дивизија је учествовала у ослобађању Бихаћа и Нотрањске.